# Prockia crucis
Prockia crucis är en videväxtart som beskrevs av Carl von Linné. Prockia crucis ingår i släktet Prockia och familjen videväxter. Inga underarter finns listade i Catalogue of Life.